# Haileymandi
Haileymandi é uma cidade no distrito de Gurgaon, no estado indiano de Haryana.

## Demografia
Segundo o censo de 2001, Haileymandi tinha uma população de 17 072 habitantes. Os indivíduos do sexo masculino constituem 53% da população e os do sexo feminino 47%. Haileymandi tem uma taxa de literacia de 69%, superior à média nacional de 59,5%: a literacia no sexo masculino é de 76% e no sexo feminino é de 62%. Em Haileymandi, 14% da população está abaixo dos 6 anos de idade.